# Martin Janeček
Martin Janeček je bývalý generální ředitel Generálního finančního ředitelství, řídícího orgánu Finanční správy České republiky. Ve funkci působil od října 2014 do prosince 2018.

## Životopis
Absolvoval ekonomiku a management na Jihočeské univerzitě v Českých Budějovicích, poté byl zaměstnán na finančním úřadě v Českých Budějovicích. V roce 2014, kdy vedl ministerstvo Andrej Babiš, byl uveden do vedení finanční správy. Za jeho působení ve funkci byly zavedeny přísnější nástroje s cílem zlepšit výběr daní, např. EET nebo kontrolní hlášení k dani z přidané hodnoty a opatření bránící odlivu zisků do zahraničí.
Ve funkci byl nahrazen Tatjanou Richterovou na konci prosinci 2018.

## Kontroverze
V období jeho funkčního období čelila Finanční správa kritice za nadužívání tzv. zajišťovacích příkazů vůči firmám, kde existovalo podezření na podvod s DPH (daní z přidané hodnoty) v dodavatelském řetězci.